# Of an Age
Of an Age (deutscher Titel "Zeiten unseres Lebens") ist eine romantische Tragikomödie von Goran Stolevski, die im August 2022 beim Melbourne International Film Festival ihre Premiere feierte.

## Handlung
Es ist Sommer 1999 in der zweitgrößten australischen Stadt. Der serbisch-stämmige Kol und die temperamentvolle Ebony sind Tanzpartner und haben sich intensiv auf einen Tanzwettbewerb vorbereitet. An ihrem großen Tag bekommt Kol von der völlig verzweifelten Ebony einen Anruf, sie befinde sich irgendwo am anderen Ende von Melbourne, und Kol soll sie mit ihrem Bruder Adam dort abholen. Auf der Fahrt dorthin, bei der Kol bereits seine Tanzkleidung trägt, entdecken die beiden jungen Männer Gemeinsamkeiten. Die Funken zwischen ihnen beginnen zu sprühen.
Elf Jahre nach diesem gemeinsamen Tag begegnen sich die beiden bei Ebonys Hochzeit wieder. Adam lebt inzwischen in Venezuela, wo er für eine Hilfsorganisation arbeitet. Kol trägt nun einen Ohrring und ein Tattoo und arbeitet in der Gesundheitsforschung. Zu anderen Verwandten hat er den Kontakt abgebrochen. Auch wenn sich viele Dinge geändert haben, sind die Gefühle, die Adam und Kol während der Autofahrt im Sommer 1999 füreinander entwickelten, nie ganz verschwunden.

## Produktion
Es handelt sich bei Of an Age nach You Won’t Be Alone um den zweiten Spielfilm des australischen Regisseurs Goran Stolevski. Er schrieb auch das Drehbuch.
Elias Anton und Thom Green spielen Kol und Adam, Hattie Hook spielt Adams Schwester Ebony.
Die Dreharbeiten fanden überwiegend in Melbourne statt. „Ich wollte die Orte einfangen, an denen ich aufgewachsen bin, die für mich ohne Romantik waren, als würde man Zahnpasta aus der Tube pressen, damit ich ihnen einfach etwas Romantik entlocken kann“, so der Regisseur. Als Kameramann fungierte Matthäus Chaung.
Die Premiere erfolgte am 4. August 2022 beim Melbourne International Film Festival, wo Of an Age als Eröffnungsfilm gezeigt wurde. Im Januar 2023 wurde er beim Palm Springs International Film Festival gezeigt. Die Rechte am Film sicherte sich Bankside Films. Am 10. Februar 2023 kam der Film in ausgewählte US-Kinos. Ende Juni 2023 wurde er beim Filmfest München gezeigt. Zwischen Juli und September 2023 wurde Of an Age im Rahmen des New Zealand International Film Festivals gezeigt. Ab Mitte November 2023 wird der Film beim Internationalen Filmfestival Mannheim-Heidelberg vorgestellt.

## Rezeption

### Kritiken
Von den bei Rotten Tomatoes aufgeführten Kritiken sind 86 Prozent positiv bei einer durchschnittlichen Bewertung mit 7,8 von 10 möglichen Punkten. Bei Metacritic erhielt der Film einen Metascore von 69 von 100 möglichen Punkten.
Jennie Kermode schreibt in ihrer Kritik bei Eye for Film, die Darbietungen seien absolut perfekt, und die Intimität zwischen den beiden Hauptdarstellern werde in einer Reihe von Nahaufnahmen im Auto festgehalten. Goran Stolevski zeichne in seinem Drehbuch ein Porträt eines ganz bestimmten Ortes und einer ganz bestimmten Zeit, das dennoch bei Zuschauern auf der ganzen Welt Anklang finden werde. Der Film bringe einen auch zum Lachen und Lächeln und gebe einem das Gefühl, lebendig zu sein.

### Auszeichnungen
Australian Academy of Cinema and Television Arts Awards 2024
- Nominierung als Bester Film (Kristina Ceyton und Samantha Jennings)
- Nominierung für die Beste Regie (Goran Stolevski)
- Nominierung für das Beste Drehbuch (Goran Stolevski)
- Nominierung als Bester Hauptdarsteller (Elias Anton)
- Nominierung als Bester Hauptdarsteller (Thom Green)[14]

Coffs Coast’s Screenwave International Film Festival 2023
- Auszeichnung mit dem Ferguson Film Prize (Goran Stolevski)[15]

Melbourne International Film Festival 2022
- Auszeichnung mit dem CinefestOZ Film Prize[16]